# Užventis
Užventis est une ville de Lituanie ayant en 2005 une population d'environ 850 habitants.

## Histoire
173 Juifs vivaient dans le village en 1923, ils représentaient 22 % de la population totale. Après l'invasion allemande, des collaborateurs lituaniens rassemblent les Juifs de la ville dans une brasserie. Ils sont contraints à divers travaux forcés pendant plusieurs semaines. À la fin du mois de juillet, ils rassemblent 50 à 70 personnes du ghetto et les assassinent dans la forêt voisine de Želviai. Les hommes considérés comme aptes au travail sont envoyés à Šiauliai et Žagarė. En décembre 1941, une vingtaine de Juifs restés à Užventis seront exécutés dans la forêt de Želviai.